# Bobby Roode
Robert Francis Roode Jr. (ur. 11 maja 1977 w Peterborough) – kanadyjski wrestler. W 2016 podpisał kontrakt zawodniczy z amerykańską federacją WWE, gdzie występuje pod pseudonimem ringowym Robert Roode. Przed podjęciem pracy w WWE Roode rywalizował na scenie niezależnej, ponadto w latach 2004–2016 osiągnął liczne sukcesy w federacji Total Nonstop Action Wrestling (TNA).
W 2004 wrestler zadebiutował w Total Nonstop Action Wrestling jako członek zespołu Team Canada. W tym czasie, wspólnie z Erikiem Youngiem, sięgnęli dwukrotnie po tytuły NWA World Tag Team Championship. Gdy grupa rozpadła się, Roode rozpoczął karierę indywidualną, po czym nawiązał współpracę z Jamesem Stormem, tworząc zespół Beer Money, Inc. Razem pięciokrotnie zdobyli tytuły TNA World Tag Team Championship. W 2011 i 2014 Roode został mistrzem wagi ciężkiej. Jego pierwsze panowanie z tym tytułem mistrzowskim trwało 256 dni, co stanowi rekord w historii federacji (stan na 2021). W 2013 zawodnik dzierżył również pasy drużynowe z Austinem Ariesem, a dwa lata później zdobył tytuł TNA King of the Mountain Championship.
W 2016 przeszedł do federacji WWE, rozpoczynając rywalizację w brandzie NXT, gdzie został jednokrotnym posiadaczem tytułu NXT Championship. W następnych latach, w brandach SmackDown i Raw, wywalczył tytuły WWE United States Championship, dwukrotnie WWE Raw Tag Team Championship (najpierw z Chadem Gable’em, następnie z Dolphem Zigglerem), jednokrotnie WWE 24/7 Championship i WWE SmackDown Tag Team Championship z Dolphem Zigglerem.

## Kariera wrestlera

### Początki na scenie niezależnej, WWF/E (1998–2006)
Roode rozpoczął treningi wrestlerskie w 1997 roku; jego trenerami byli Sean Morley oraz Shane Sewell. Zadebiutował w czerwcu 1998 jako „Total” Lee Awesome, walcząc przeciwko Pete’owi Rockowi. Rozpoczął współpracę z kilkoma niezależnymi federacjami z Kanady, a także z portorykańskim World Wrestling Council. W 2001 podjął pracę w Real Action Wrestling. Utworzył tam stajnię „The Kardinal Sinners”, w której skład wchodzili jeszcze Kingman, Mike Hughes, Bobby Bass, Jason Bates oraz The Acadian Giant.
W latach 2001–2004 Roode kilkukrotnie wystąpił w walkach dark match dla World Wrestling Federation (późniejsze WWE). Występował w programach telewizyjnych Jakked/Metal, Sunday Night Heat, Velocity, Raw i SmackDown!.
W późniejszych latach Roode występował dla federacji BSE Pro Wrestling, Border City Wrestling (BCW) i NWA Shockwave. W 2004 wraz z Peteyem Williamsem zdobył tytuł BCW Can-Am Heavyweight Championship. 18 marca 2006 wygrał walkę z Joshem Danielsem o tytuł mistrzowski NWA Shockwave Internet Championship. Osiem dni później Roode wywalczył zawieszony tytuł NWA Shockwave Heavyweight Championship. 21 maja jego mistrzostwo Internet Championship zostało zwakowane (po 64 dniach panowania), podobnie jak NWA Shockwave Heavyweight (1 listopada, po 220 dniach).

### Total Nonstop Action Wrestling

#### Team Canada (2004–2006)

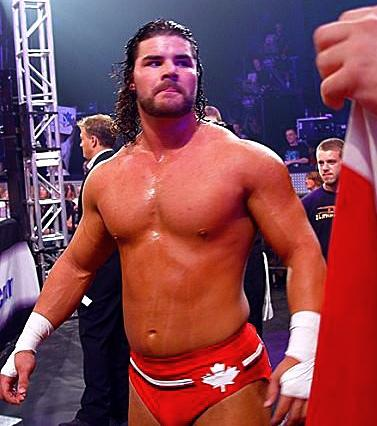
Roode jako członek zespołu Team Canada

W maju 2004 Roode zadebiutował w amerykańskiej federacji Total Nonstop Action Wrestling (TNA); stał się członkiem zespołu Team Canada, zaś sam debiut zawdzięczał Scottowi D’Amore – właścicielowi Border City Wrestling, federacji, dla której sporadycznie występował. Team Canada wzięło udział w turnieju World X Cup, wygranym przez drużynę reprezentującą Stany Zjednoczone. Po zakończeniu World X-Cup Team Canada rozpoczęło rywalizację z grupami 3 Live Kru oraz America’s Most Wanted. Jako największy i najsilniejszy zawodnik, Roode stał się tzw. enforcerem ugrupowania, wzorując się na postaci Arna Andersona. W odcinku Impactu! z 12 października Roode i Eric Young pokonali Christophera Danielsa i Jamesa Storma, zdobywając NWA World Tag Team Championship. Niecały miesiąc później, na Victory Road (7 listopada), utracili tytuły mistrzowskie na rzecz 3Live Kru (B.G. James i Konnan). Na Turning Point (5 grudnia) odzyskali pasy mistrzowskie, pokonując Rona Killingsa i Jamesa, następnie podczas Final Resolution (16 stycznia 2005) musieli uznać wyższość America’s Most Wanted.
Na początku 2005 Roode rozpoczął feud z Dustinem Rhodesem. Przegrał z nim w Best of Three Falls Steel Cage matchu na gali Lockdown (24 kwietnia). Na Slammiversary (19 czerwca) pokonał Lance’a Hoyta, zaś na No Surrender (17 lipca) Team Canada zwyciężyło w starciu drużynowym Hoyta i The Naturals. W sierpniu, podczas Sacrifice (14 sierpnia), grupa pokonała drużynę złożoną z członków America’s Most Wanted oraz The Naturals. Na gali Unbreakable (11 września) Bobby Roode wyszedł zwycięsko z walki przeciwko Jeffowi Hardy’emu, a po gali Team Canada wznowiło rywalizację z 3Live Kru. Ugrupowania zmierzyły się ze sobą na Bound for Glory (23 października), Genesis (19 listopada) i Turning Point (11 grudnia).
W styczniu 2006, podczas Final Resolution (15 stycznia), Roode rozpoczął indywidualną rywalizację, choć nadal był łączony z Teamem Canada. Tego dnia pokonał Rona Killingsa. Pięć miesięcy później, 29 czerwca 2006, Dyrektor Zarządzający TNA Jim Cornette rozwiązał Team Canada. Tydzień później Cornette dał ugrupowaniu jeszcze jedną szansę: grupa mogłaby kontynuować działalność pod warunkiem, że jej członkowie pokonają Jaya Lethala, Rhino oraz Team 3D (Brother Ray i Brother Devon). 13 lipca Team Canada przegrało walkę drużynową i zakończyło dwuletnią działalność.

#### Różne rywalizacje (2006–2008)
Po rozpadzie zespołu Team Canada TNA zaczęło wypuszczać materiały filmowe przedstawiające różnych managerów chcących rozpocząć współpracę z Roode’em. Ten jednak odrzucił wszystkie propozycje. Zaczął własną rekrutację z legendarnymi managerami: Bobbym Heenanem, Col. Robertem Parkerem oraz Sherri Martel. Ostatecznie jego managerką została Traci Brooks. Po Bound for Glory tymczasowo zmienił pseudonim ringowy na „Robert Roode” i przyjął gimmick giełdziarza z Wall Street. Zazdrosny o przychylność publiki wobec Erika Younga Roode rozpoczął z nim rywalizację. Po tym, jak Young pokonał Brooks w zawodach bikini, Roode zażądał, by ta zmusiła Younga do podpisania kontraktu z „Robert Roode, Inc.”. Na Against All Odds (11 lutego) Brooks w końcu przekonała Younga do podpisania kontraktu, dzięki czemu Roode przejął kontrolę nad rywalem, robiąc z niego swojego niewolnika.
Young, namówiony przez tajemniczego „przyjaciela”, zaczął się przeciwstawiać Roode’owi. Na Lockdown (15 kwietnia) Roode pokonał rzekomego „przyjaciela”, Peteya Williamsa, pomimo interwencji ze strony Younga. Po walce protagonista ujawnił, że to nie Williams namówił go do buntu. Ostatecznie, szantażowany zwolnieniem z TNA, wyjawił też, że wszystkiemu winny był Jeff Jarrett. Roode pokonał Jarretta na Sacrifice (13 maja), zaś na Slammiversary (17 czerwca) zmierzył się z Youngiem. Uderzył rywala krzesełkiem i przypiął go, lecz zanim zdołał go zwolnić, Dyrektor Zarządzający TNA, Jim Cornette zrestartował walkę. Chwilę później Young pokonał Roode’a, zrywając łączący ich kontrakt.
W lipcu 2007 Roode i Brooks dołączyli do Christian's Coalition, aby pomóc grupie w walkach ze Stingiem i Abyssem. Niedługo później wznowili rywalizację z Youngiem. 7 sierpnia Eric Young wyzwał Roode’a na „Humiliation match” na Hard Justice (12 sierpnia), którego przegrany miał zostać obsypany pierzem. Walkę wygrał Roode, ale po awanturze z przegranymi uciekł, zostawiając znokautowaną przypadkowo przez siebie Ms. Brooks, którą jego przeciwnicy obsypali pierzem. Podczas kolejnej walki, którą przegrali, Roode zagroził Brooks, że ją zwolni. Podczas późniejszego wywiadu Brooks skonfrontowała się z Roodem, mówiąc że potrzebuje tej pracy ze względu na chorą matkę. Zachowanie Roode’a wobec Brooks stawało się jednak coraz agresywniejsze. Roode dołączył do turnieju Fight for the Right; jego udział zakończył się na przegranej ćwierćfinałowej walce z Juniorem Fatu. 15 listopada 2007 Brooks zainterweniowała, gdy Roode zaatakował krzesłem Chrisa Harrisa. Postawiła się Roode’owi, a schodząc z ringu zaatakowała jego „fankę numer 1”.
Roode połączył siły z Christianem Cage’em, aby wspólnie przeciwstawić się Bookerowi T. Na jedną noc dołączyli do The Angle Alliance Kurta Angle’a, przegrywając starcie drużynowe z Samoą Joem, Kevinem Nashem, Kazem, Bookerem T i Erikiem Youngiem. Po walce doszło do kłótni między Roode’em, Cage’em i Angle’em, w wyniku której wyrzucono Cage’a z grupy. Na Final Resolution (6 stycznia 2008) Roode oraz Ms. Brooks przegrali Mixed Tag Team match z Bookerem T i jego żoną Sharmell. Po zakończeniu walki Brooks spoliczkowała Roode’a, a ten zaczął jej grozić. Gdy Sharmell wbiegła na ring w obronie Brooks, ten przypadkowo uderzył ją łokciem. W następnym odcinku Impactu! Brooks została zwolniona przez Roode’a oraz stała się ofiarą ataku ze strony jego „największej fanki” – Payton Banks. Wkrótce Banks zastąpiła Brooks w roli managerki Roode’a. Na Against All Odds (10 lutego) Roode zmierzył się z Bookerem po raz kolejny, a ich walka zakończyła się ucieczką Roode’a z areny. Roode i Booker zawalczyli więc ponownie, miesiąc później na Destination X (9 marca), tym razem jednak w nietypowym Stand By Your Man Strap matchu. Na mocy stypulacji pojedynku, managerka zwycięzcy miałaby prawo dziesięć razy uderzyć skórzanym paskiem managerkę przegranego. Walkę wygrał Roode, lecz ostatecznie to Sharmell wymierzyła sprawiedliwość paskiem, atakując wszystkich obecnych w pobliżu ringu. Na Lockdown (13 kwietnia) Booker i Sharmell pokonali Roode’a i Banks. Po walce Roode pokłócił się z Banks, kończąc współpracę z managerką. Na Slammiversary (8 czerwca) wziął udział w King of the Mountain matchu o TNA World Heavyweight Championship, lecz nie udało mu się zdobyć mistrzostwa.

#### Beer Money, Inc. (2008–2011)
12 czerwca 2008 Roode wraz z Jamesem Stormem zmierzył się The Latin American Xchange (LAX) w walce o tytuły TNA World Tag Team Championship. Storm i Roode wygrali nieczysto, co doprowadziło do zrestartowania walki i obrony mistrzostwa przez LAX. Tydzień później LAX wyzwało Roode’a i Storma do Fan’s Revenge Lumberjack matchu na Victory Road (13 lipca). Na gali Roode i Storm, już jako „Beer Money, Inc.”, przegrali starcie o tytuły mistrzowskie. Drużyny zmierzyły się ze sobą jeszcze raz, na Hard Justice (10 sierpnia); Beer Money pokonało LAX, zdobywając TNA World Tag Team Championship. Na No Surrender (14 września) obronili tytuły mistrzostwskie w walce rewanżowej, a miesiąc później, na Bound for Glory IV (12 października), Roode i Storm wygrali czterodrużynowy Monster’s Ball match.

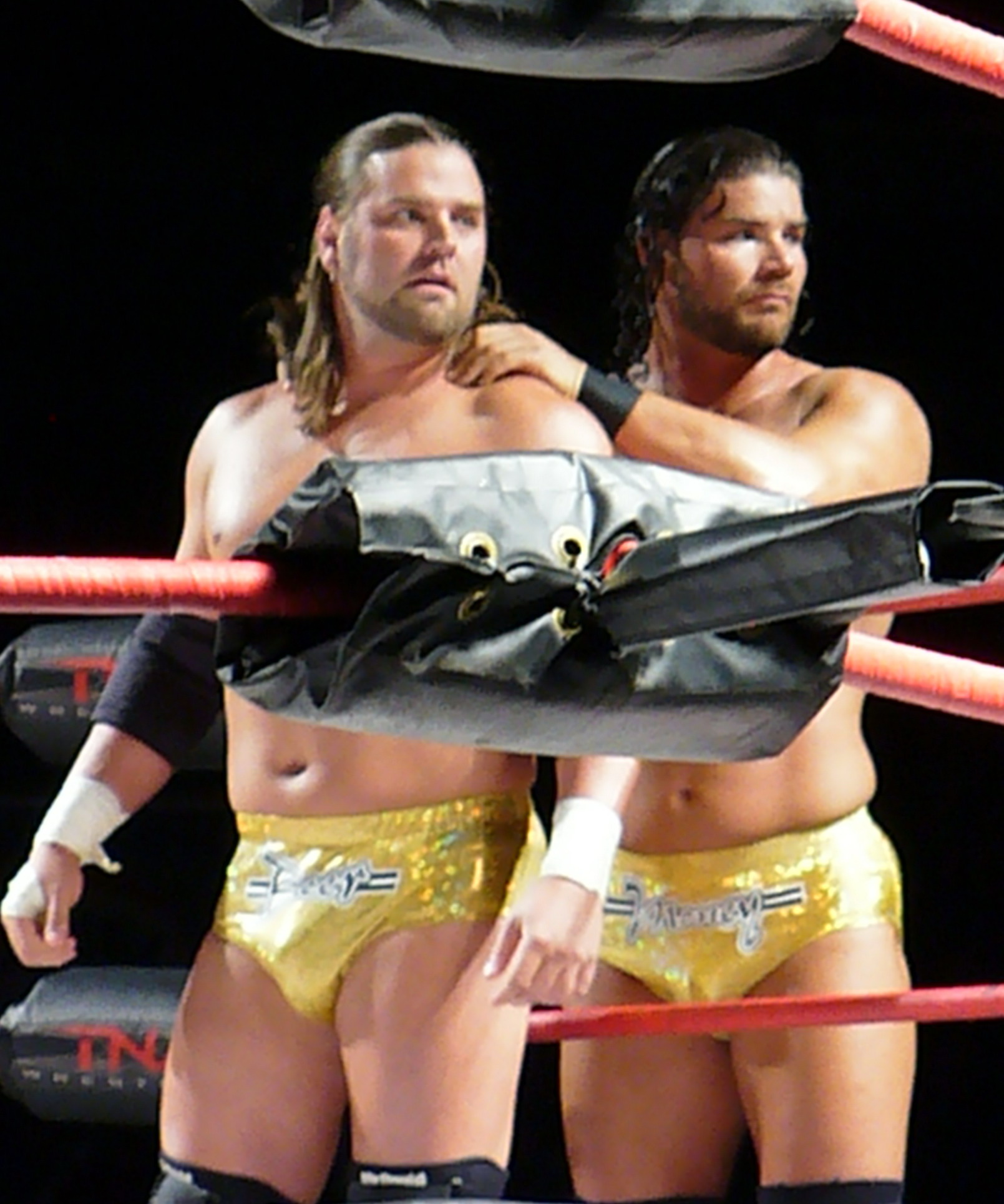
Beer Money, Inc. we wrześniu 2008

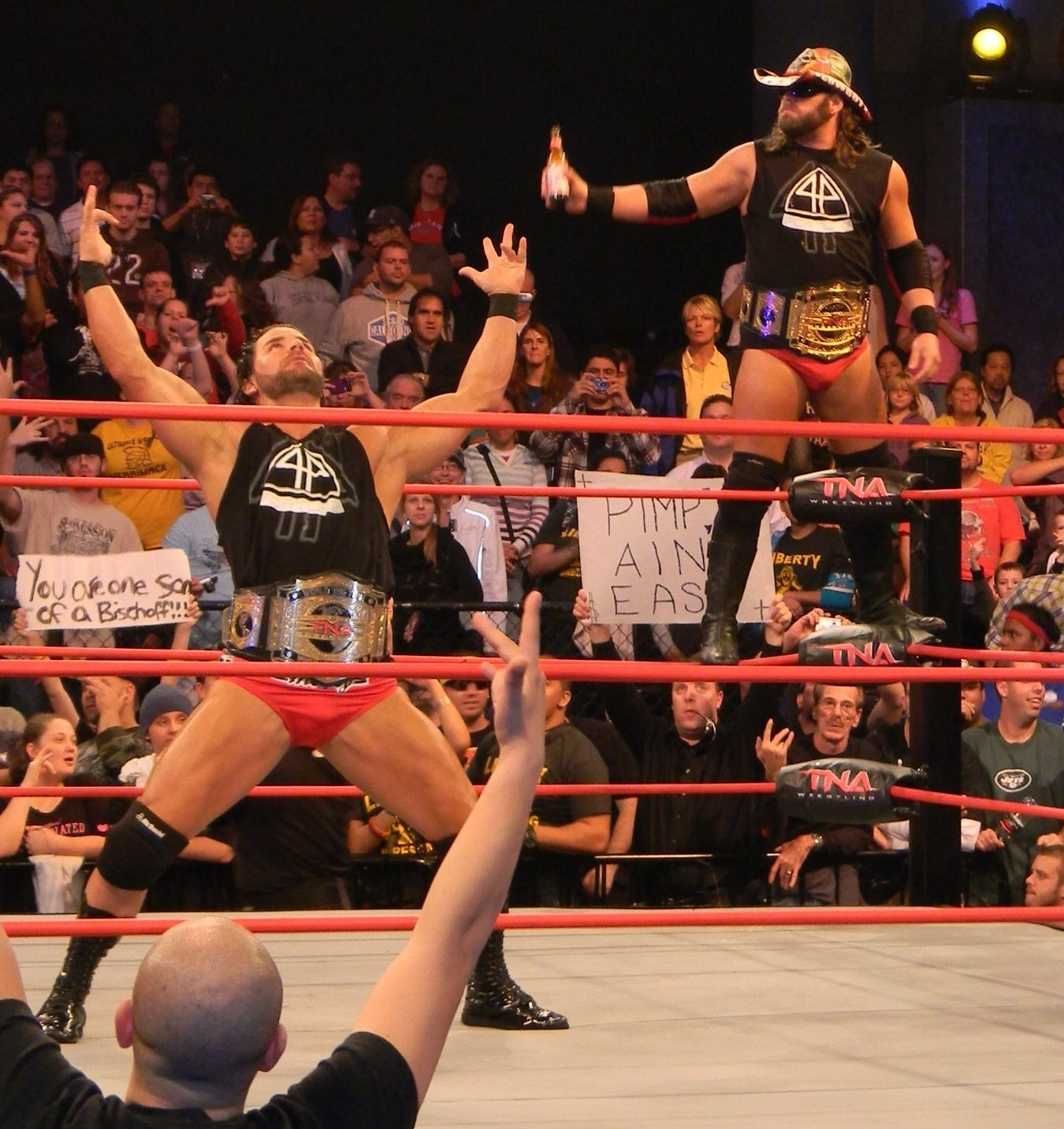
Beer Money jako posiadacze TNA World Tag Team Championship

Po pokonaniu The Motor City Machine Guns na Turning Point (9 listopada), Beer Money rozpoczęło rywalizację z Mattem Morganem i Abyssem. Roode i Storm pokonali rywali na gali Final Resolution (20 grudnia). 8 stycznia 2009 Roode i Storm utracili mistrzostwa na rzecz Jaya Lethala oraz Consequences Creeda, lecz odzyskali je trzy dni później, na gali Genesis (11 stycznia). Na Against All Odds (8 lutego) ponownie pokonali Lethala i Creeda, a miesiąc później, na gali Destination X (15 marca), przegrali starcie z Team 3D w wyniku wyliczenia pozaringowego. 19 kwietnia, na gali Lockdown, Beer Money utraciło tytuły w starciu z posiadaczami IWGP Tag Team Championship Team 3D. 21 maja Roode i Storm przeszli face turn, pomagając Team 3D wygonić z ringu The British Invasion (Doug Williams, Magnus i Rob Terry). Na Sacrifice (24 maja) Beer Money pokonało The British Invasion w finale turnieju o prawo do walki o TNA World Tag Team Championship. 21 czerwca, na Slammiversary, Roode i Storm pokonali Team 3D, zdobywając mistrzostwa po raz trzeci. Tytułami cieszyli się zaledwie miesiąc; na Victory Road (19 lipca) utracili je w starciu z reprezentantami The Main Event Mafii (MEM) – Bookerem T oraz Scottem Steinerem.
Rywalizacje między drużynami przerodziły się w trzymiesięczną wojnę między MEM, Beer Money, Team 3D i The British Invasion. Na Hard Justice (13 sierpnia) Roode i Storm przegrali starcie z The British Invasion o IWGP Tag Team Championship. Miesiąc później, na gali No Surrender (20 września), połączyli siły z Team 3D i wygrali Lethal Lockdown match przeciwko MEM i The Invasion. Na Bound for Glory (18 października) cztery drużyny zmierzyły się o TNA i IWGP Tag Team Championship; w wyniku walki Team 3D przejęło mistrzostwo drużynowe IWGP, zaś The British Invasion zdobyło TNA World Tag Team Championship. Beer Money otrzymało szansę zdobycia tytułów w następnym odcinku Impactu!. Zawalczyli z The British Invasion w Six Sides of Steel matchu, starcie zakończyło się dyskwalifikacją mistrzów. 12 listopada Roode i Storm pokonali rywali, gwarantując sobie miejsce w Three Way Tag Team matchu przeciwko The Motor City Machine Guns oraz The British Invasion na Turning Point (15 listopada). Na gali British Invasion obroniło mistrzostwa dzięki interwencji Kevina Nasha. Na Genesis w styczniu 2010 Roode i Storm pokonali Nasha i Syxx-Paca.

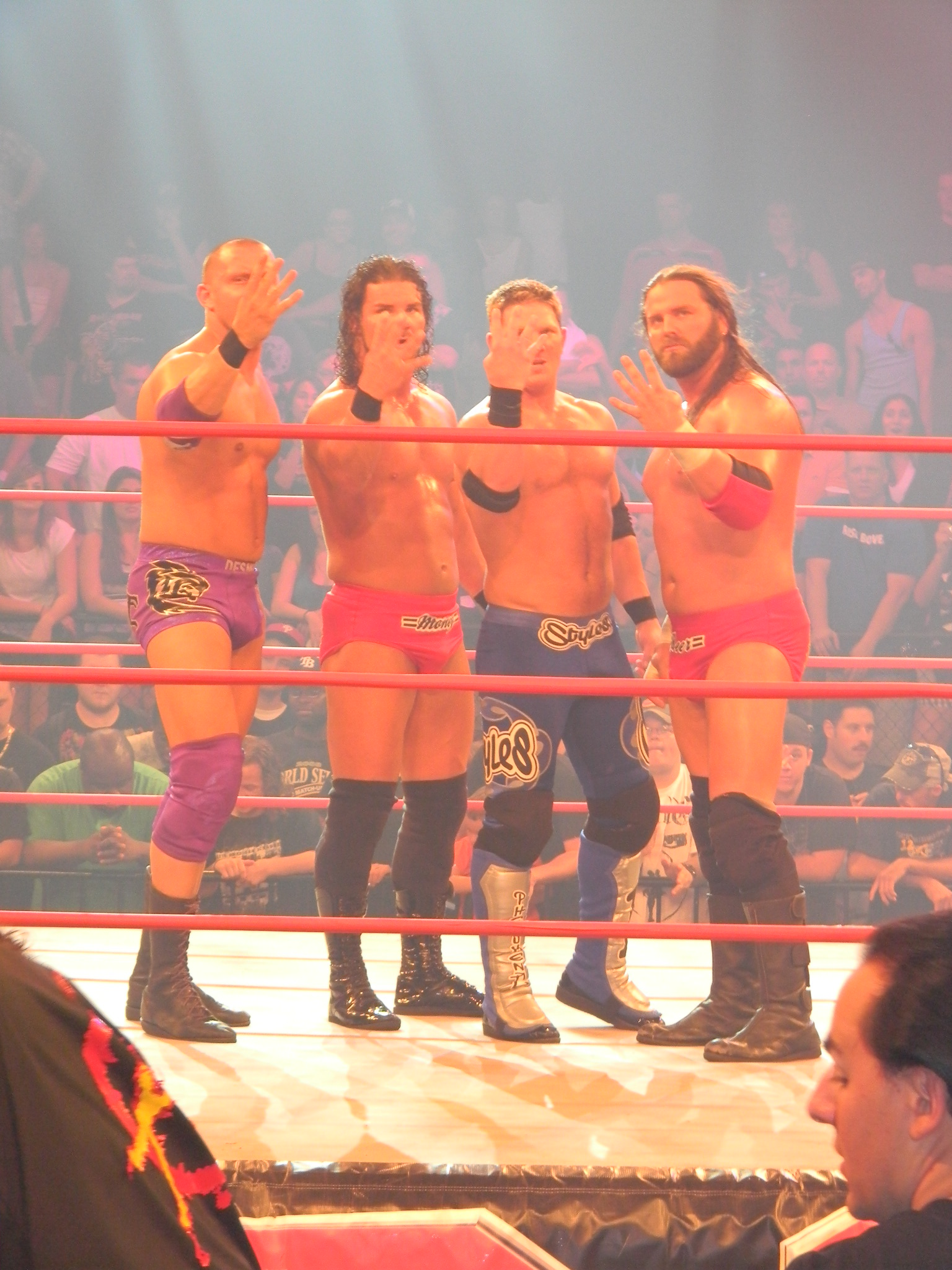
Członkowie Fortune: (od lewej) Desmond Wolfe, Robert Roode, AJ Styles i James Storm

8 marca 2010 Beer Money, Inc. przeszło heel turn, nieczysto pokonując Jeffa Jarretta w Handicap matchu. Powodem przejścia na ciemną stronę była chęć zwrócenia na siebie uwagi nowych zarządców TNA – Erika Bischoffa oraz Hulka Hogana. Roode i Storm stali się chłopcami na posyłki Bischoffa, mierzyli się z przeciwnikami swojego szefa, często w Handicap matchach lub bójkach. Na Destination X (21 marca) zawalczyli o TNA World Tag Team Championship z Mattem Morganem i Hernandezem, lecz nie zdołali pokonać mistrzów. Na Lockdown (18 kwietnia) stanęli u boku Stinga i Desmonda Wolfe’a, reprezentując drużynę Rica Flaira w dorocznym Lethal Lockdown matchu; zostali pokonani przez drużynę Hulka Hogana (Abyss, Jeff Jarrett, Rob Van Dam i Jeff Hardy). Wkrótce rozpoczęli rywalizację z The Enigmatic Assholes (Jeff Hardy i Mr. Anderson) i przegrali z nimi walkę na Slammiversary VIII (13 czerwca). W następnym odcinku Impactu! Ric Flair ogłosił, że zamierza wskrzesić Four Horsemen pod nową nazwą – Fourtune. Dodał też, że każdy z potencjalnych członków stajni będzie musiał zasłużyć na dołączenie do niej i zmotywował Beer Money, porównując Roode’a i Storma do pierwszych członków Four Horsemen – Tully’ego Blancharda i Ole Andersona. Beer Money wzięło udział w turnieju o zawieszone TNA World Tag Team Championship. Na Victory Road (11 lipca) przegrali finałowe starcie z The Motor City Machine Guns. Po gali rozpoczęli Best of 5 Series z mistrzami; Beer Money zwyciężyło w dwóch pierwszych starciach, dzięki czemu Roode i Storm dołączyli do składającego się z AJ-a Stylesa i Kazariana Fourtune. Przegrali jednak następne dwie walki z mistrzami. 12 sierpnia Beer Money zostali pokonani w decydującym 2-Out-Of-3 Falls matchu, tracąc szansę na zdobycie mistrzostwa. Tej samej nocy do grupy Flaira dołączyli Douglas Williams i Matt Morgan, a niedługo później nazwę stajni zmieniono na „Fortune”, z uwagi na liczbę jej członków. Na Bound for Glory (10 października) Roode, Storm, Styles, Kazarian i Morgan przegrali Lethal Lockdown match z EV 2.0. W następnym odcinku Impactu! Fortune połączyło siły z ugrupowaniem Hulka Hogana i Erika Bischoffa – Immortal. Na Turning Point (7 listopada) Fortune pokonało EV 2.0 w dziesięcioosobowym starciu drużynowym, co poskutkowało zwolnieniem z TNA członka EV 2.0 – Sabu. Miesiąc później, na Final Resolution (5 grudnia), Roode i Storm wygrali starcie z Ink Inc. o miano pretendenckie do TNA World Tag Team Championship. 9 stycznia 2011, podczas gali Genesis, Beer Money pokonało Motor City Machine Guns w walce o mistrzostwo, stając się posiadaczami tytułów po raz czwarty.
3 lutego 2011 całe Fortune przeszło face turn, atakując próbujące interweniować w walkę o TNA World Heavyweight Championship Immortal. Nieobecny z powodu kontuzji Ric Flair powrócił 17 lutego i odwrócił się od Fortune. 17 kwietnia na Lockdown Roode, Storm, Kazarian i zastępujący kontuzjowanego Stylesa Christopher Daniels pokonali członków Immortal w Lethal Lockdown matchu. 15 maja Storm i Roode obronili tytuły mistrzowskie w walce z reprezentantami Immortal – Mattem Hardym i Chrisem Harrisem. W następnym odcinku Impactu! Roode stał się ofiarą brutalnego ataku ze strony Immortal. Dwa tygodnie później Alex Shelley przeszkodził Erikowi Bischoffowi w próbie pozbawienia Beer Money tytułów mistrzowskich i zgodził się na zastąpienie kontuzjowanego Roode’a podczas starcia z The British Invasion na Slammiversary IX (12 czerwca). Storm i Shelley obronili tytuły, zaś Roode powrócił do TNA 23 czerwca. W lipcu Roode i Storm stali się najdłużej panującymi posiadaczami TNA World Tag Team Championship w historii, a 7 sierpnia na Hardcore Justice (7 sierpnia) pokonali Mexican America (Anarquia i Hernandez). 18 sierpnia w Impact!, po 212 dniach panowania, Beer Money utraciło tytuły mistrzowskie podczas walki rewanżowej z Mexican America; w starciu interweniował Jeff Jarrett.

#### Mistrz wagi ciężkiej (2011–2013)

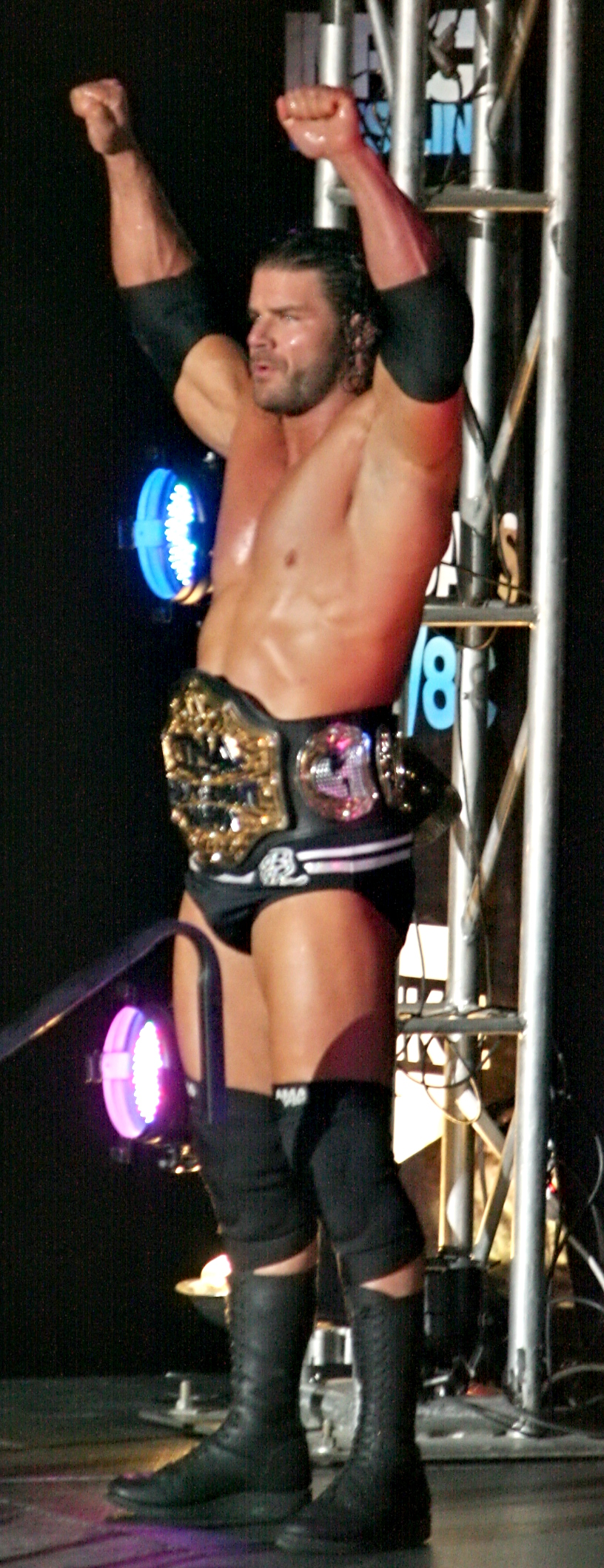
Roode jako mistrz wagi ciężkiej

W czerwcu Roode dołączył do Bound for Glory Series – turnieju mającego wyłonić pretendenta do tytułu TNA World Heavyweight Championship. Dzięki zdobytym punktom dostał się do fazy pucharowej, odbywającej się na gali No Surrender (11 września). Pokonał Gunnera, a w ostatnim, decydującym starciu zwyciężył Bully’ego Raya. W próbie doprowadzenia do rozpadu grupy, mistrz TNA World Heavyweight, Kurt Angle zmusił Roode’a do zmierzenia się z każdym członkiem Fortune, jednocześnie gwarantując walkę o mistrzostwo temu, kto zdoła go pokonać. Christopher Daniels odmówił stoczenia walki, zaś Kazarian, Styles i Storm zostali pokonani w kolejnych odcinkach Impactu!. 16 października na Bound for Glory Roode nieczysto przegrał pojedynek z Angle’em.
W następnym odcinku Impactu! okazało się, że Roode nie może ubiegać się o walkę rewanżową. Szansę walki o tytuł otrzymał natomiast James Storm, który jeszcze tej samej nocy pokonał Angle’a, stając się nowym mistrzem. Tydzień później Roode pokonał Samoę Joego w starciu o miano pretendenckie. 3 listopada zmierzył się ze Stormem w walce o tytuł i pokonał go, zdobywając TNA World Heavyweight Championship po raz pierwszy. Podczas walki uderzył przeciwnika szklaną butelką piwa, przechodząc heel turn i kończąc działalność Beer Money. Roode i Storm zmierzyli się ponownie tydzień później. Przed walką Storm został zaatakowany i ostatecznie przegrał pojedynek, mdlejąc z powodu utraty dużej ilości krwi. Po walce Roode został wyzwany do walki o mistrzostwo przez byłego kolegę z Fortune – AJ-a Stylesa. Na Turning Point (13 listopada) Roode pokonał Stylesa, zaś na Final Resolution (11 grudnia) obronił tytuł mistrzowski w zakończonym remisem 30-minutowym Iron Man matchu ze Stylesem. W następnym odcinku Impactu! Roode ponownie pokonał rywala. 8 stycznia 2012 na gali Genesis obronił tytuł, doprowadzając do własnej dyskwalifikacji w pojedynku z Jeffem Hardym. Kolejna walka między Roode’em a Hardym zakończyła się brakiem rozstrzygnięcia; w starciu interweniował Bully Ray. Tydzień później Roode i Ray przerwali pojedynek o miano pretendenckie do TNA World Heavyweight Championship między Hardym a Stormem. Na Against All Odds (12 lutego) Roode pokonał Raya, Storma i Hardy’ego w czteroosobowej walce o tytuł, zaś w kolejnym odcinku Impactu! wygrał No Disqualification match z Hardym dzięki interwencji Kurta Angle’a.
Wkrótce rozpoczął rywalizację z Generalnym Managerem TNA – Stingiem. 18 marca na Victory Road pokonał go w No Holds Barred matchu. Na kwietniowym Lockdown zdołał obronić mistrzostwo w Steel Cage matchu przeciwko Jamesowi Stormowi, zaś na Sacrifice (13 maja) wygrał Ladder match z Robem Van Damem. 24 maja zwyciężył w walce AJ-a Stylesa, bijąc wcześniej ustanowiony przez przeciwnika rekord dni posiadania TNA World Heavyweight Championship. Po walce stał się ofiarą ataku ze strony powracającego Stinga, a tydzień później został przez niego pokonany w Lumberjack matchu. 10 czerwca na gali Slammiversary zwyciężył w rewanżowym starciu Stinga; po walce ponownie został zaatakowany przez rywala. 8 lipca 2012 na Destination X utracił TNA World Heavyweight Championship na rzecz Austina Ariesa; jego panowanie trwało 256 dni.
Aby udowodnić, że wygrana Ariesa była jedynie łutem szczęścia, Roode zmierzył się z nowym mistrzem w walce rewanżowej. Starcie zakończyło się bez rezultatu, gdy jej uczestnicy zostali zaatakowani przez członków grupy Aces & Eights. Na Hardcore Justice (12 sierpnia) Roode przegrał kolejny pojedynek z Ariesem, przez co, zgodnie ze stypulacją walki, pozbawił się szansy na zdobycie TNA World Heavyweight Championship na tak długo, póki było ono w posiadaniu Ariesa. Po kilku tygodniach nieobecności Roode powrócił na No Surrender (9 sierpnia) i doprowadził do przegranej Jamesa Storma w jego walce z Bullym Rayem. 20 września Storm wyzwał byłego partnera drużynowego na pojedynek; walka została przedwcześnie zakończona przez sędziego, który nie potrafił zapanować nad rywalami. Punktem kulminacyjnym feudu Storma z Roode’em był wygrany przez pierwszego z nich Street Fight matchu na gali Bound for Glory (14 października). Na Turning Point (11 listopada) Roode wziął udział w trzyosobowej walce o miano pretendenckie do walki o tytuł TNA World Heavyweight Championship ze Stormem i AJ-em Stylesem; ostatecznie nie zdołał jej wygrać. W następnym odcinku Impactu! pokonał Storma w kolejnym pojedynku o prawo do walki z mistrzem. 6 grudnia Roode przekupił Aces & Eights, by ci zaatakowali posiadacza TNA World Heavyweight Championship Jeffa Hardy’ego. Trzy dni później, na Final Resolution, przegrał pojedynek z Hardym, a po walce obydwaj zawodnicy stali się celami ataku ze strony Aces & Eights. Członek ugrupowania, Devon, ujawnił, że Austin Aries przebił ofertę Roode’a, toteż Aces & Eights nie są już po jego stronie. Tydzień później Roode spowodował przegraną Ariesa w jego starciu o szansę walki z Jeffem Hardym. Roode i Aries zmierzyli się ze sobą w kolejnym tygodniu; ich pojedynek zakończył się bez rezultatu po tym, jak obydwaj zaatakowali sędziego, a chwilę później sami padli ofiarą ataku ze strony Hardy’ego. Rywalizacja zakończyła się na styczniowym Genesis (13 stycznia 2013), gdzie Hardy wygrał trzyosobową walkę eliminacyjną przeciwko Roode’owi i Ariesowi.

#### Rywalizacje o tytuły mistrzowskie (2013–2015)

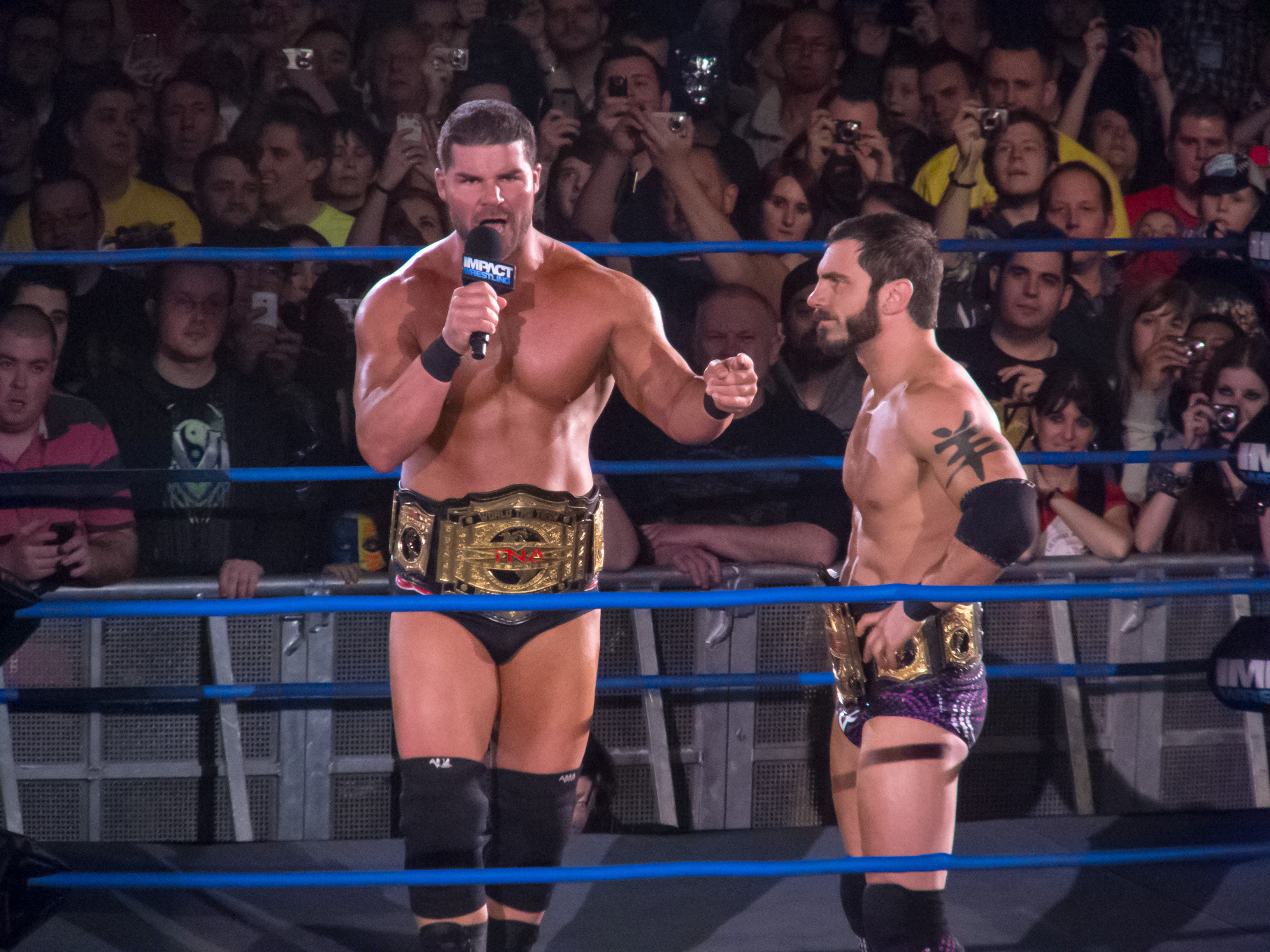
Roode i Austin Aries z pasami mistrozwskimi TNA World Tag Team Championship

7 lutego 2013 Bobby Roode i Austin Aries połączyli siły i pokonali Chavo Guerrero Jr. oraz Hernandeza w walce drużynowej o tytuły TNA World Tag Team Championship. Na Lockdown (10 marca) obronili tytuły w starciu z Bad Influence (Christopher Daniels i Kazarianem) oraz Guerrero i Hernandezem. Z byłymi mistrzami zmierzyli się jeszcze raz, w walce rewanżowej; udało im się obronić tytuły dzięki interwencji Danielsa i Kazariana. 11 kwietnia w odcinku Impact! Roode i Aries utracili mistrzostwa na rzecz Hernandeza i Guerrero. Nie zdołali pokonać ich w walce rewanżowej dwa tygodnie później, ponownie z powodu interwencji Bad Influence. Starcie o miano pretendenckie do tytułu TNA World Tag Team Championship między rywalizującymi drużynami zakończyło się bez rezultatu, kiedy sędzia specjalny, James Storm, zaatakował Roode’a i Ariesa. Na Slammiversary XI (2 czerwca) Roode i Aries otrzymali szansę zdobycia mistrzostw drużynowych, lecz nie zdołali wygrać czterodrużynowego starcia z Guerrero i Hernandezem, Bad Influence oraz zwycięską drużyną Jamesa Storma i Gunnera.
Roode dołączył do turnieju Bound for Glory Series i rozpoczął go serią porażek w walkach przeciwko Jeffowi Hardy’emu, Magnusowi i Austinowi Ariesowi. 1 sierpnia pokonał Hernandeza po uderzeniu go w głowę szklaną butelką, a tydzień później rozpoczął współpracę z Bad Influence. 15 sierpnia w Impact Wrestling: Hardcore Justice pokonał Magnusa, Mr. Andersona i Samoa Joego w Tables matchu, dzięki pomocy Danielsa i Kazariana. Tydzień później trio ochrzciło swoją grupę nazwą „EGO”, a Roode i Kazarian pokonali Gunnera i Jamesa Storma w zwykłym starciu drużynowym. EGO próbowało przekonać Austina Ariesa do dołączenia do grupy, ten jednak odrzucił ofertę i spowodował przegraną Danielsa w jednej z jego walk w Bound for Glory Series. Udział Roode’a w Bound for Glory Series zakończył się 5 września, kiedy to został wyeliminowany z wysoko punktowanego Battle Royalu.
EGO rozpoczęło rywalizację z Magnusem, kilkukrotnie atakując go i powodując jego przegrane w walkach. 3 października EGO i Magnus zmierzyli się w Gauntlet matchu. Magnus zdołał wyeliminować z walki Kazariana i Danielsa, lecz ostatecznie poddał się po tym, jak Roode założył na nim ankle lock. Tydzień później EGO zaaranżowało udawane wprowadzenie Roode’a do TNA Hall of Fame; „ceremonia” miała na celu sparodiowanie wprowadzenia do hali sław Kurta Angle’a. Sprowokowany Angle powrócił, zaatakował wszystkich członków EGO i wyzwał Roode’a na pojedynek na Bound for Glory (20 października). Na gali Roode pokonał Angle’a po tym, jak ten doznał kontuzji wykonując swoją akcję kończącą. 31 października zmierzyli się w starciu rewanżowym. Podczas walki, w wyniku upadku z trzeciej liny Angle ponownie doznał kontuzji, co pozwoliło Roode’owi zwyciężyć. Roode dołączył do turnieju o zawieszony tytuł TNA World Heavyweight Championship, w międzyczasie kontynuując rywalizację z Kurtem Angle’em. Po przegranej w walce półfinałowej doprowadził do porażki Angle’a w jego własnym starciu. Na Final Resolution (19 grudnia) Roode pokonał rywala w 2-Out-Of-3 Falls matchu. Punktem kulminacyjnym rywalizacji był Steel Cage match na gali Genesis (23 stycznia 2014), z którego zwycięsko wyszedł Kurt Angle.

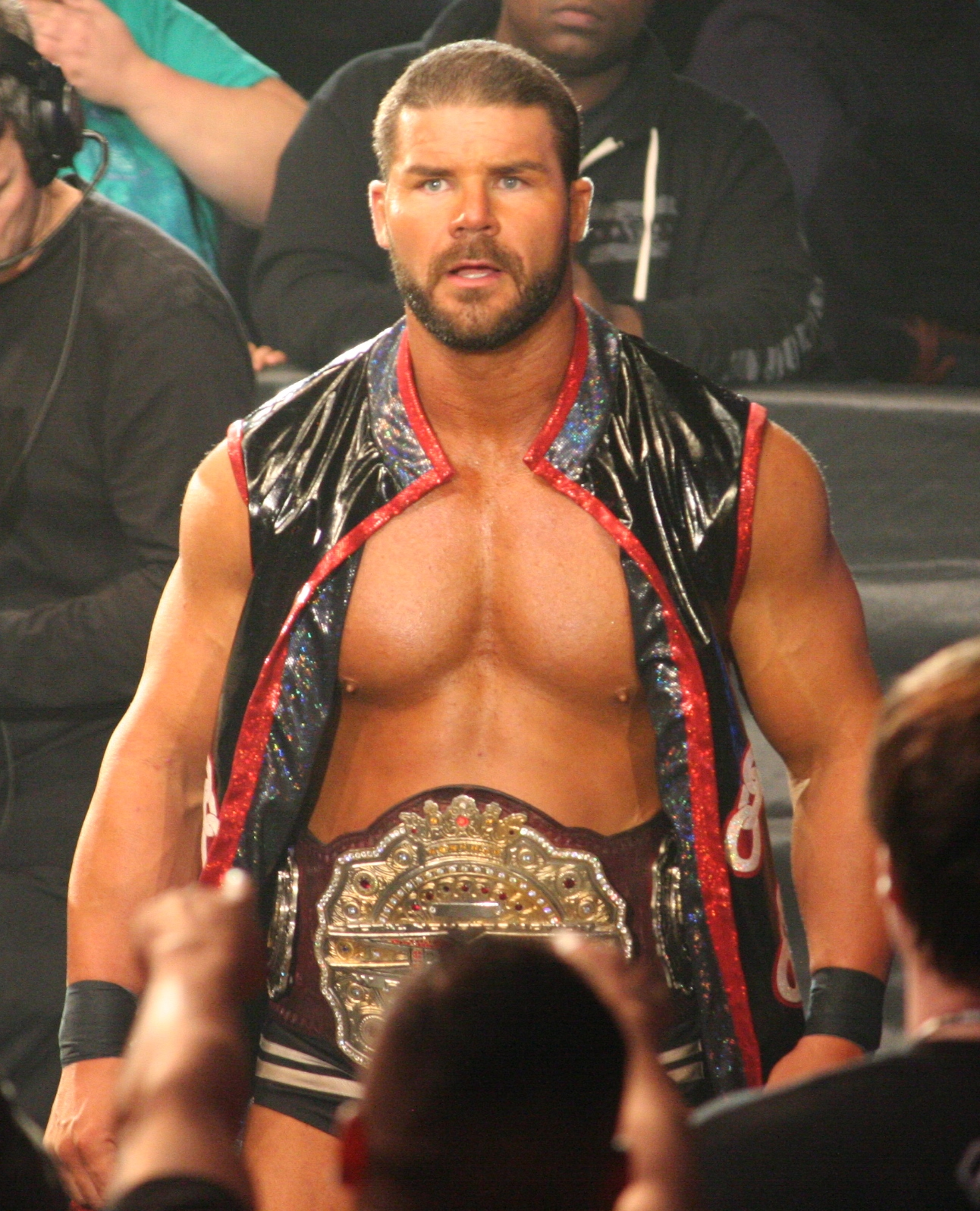
Roode jako posiadacz TNA King of the Mountain Championship w październiku 2015

Po zakończeniu feudu z Angle’em Roode zaczął buntować się przeciwko dotąd przychylnie nastawionej do niego prezes TNA, Dixie Carter; przyczyną tego był brak wdzięczności Carter za jego wsparcie. Przekonano go jednak, by dołączył do drużyny Carter na Lockdown (9 marca), w zamian za 10% wpływów w federacji w razie wygranej przeciwko drużynie MVP. 2 marca Roode, wraz z kilkoma innymi zawodnikami TNA, wziął udział na gali Wrestle-1 Kaisen: Outbreak, gdzie został pokonany przez Masakatsu Funakiego. Tydzień później na Lockdown drużyna Dixie Carter przegrała Lethal Lockdown match; sędzia specjalny Bully Ray wykonał powerbomb na Roodzie, co pozwoliło MVP go przypiąć i przejąć władzę nad TNA. Rozpoczęło to rywalizację między Roode’em a Rayem. W późniejszych tygodniach zawodnicy wdali się w kilka bójek, zaś na Sacrifice (27 kwietnia) Roode pokonał Raya w Tables matchu dzięki interwencji Dixie Carter.

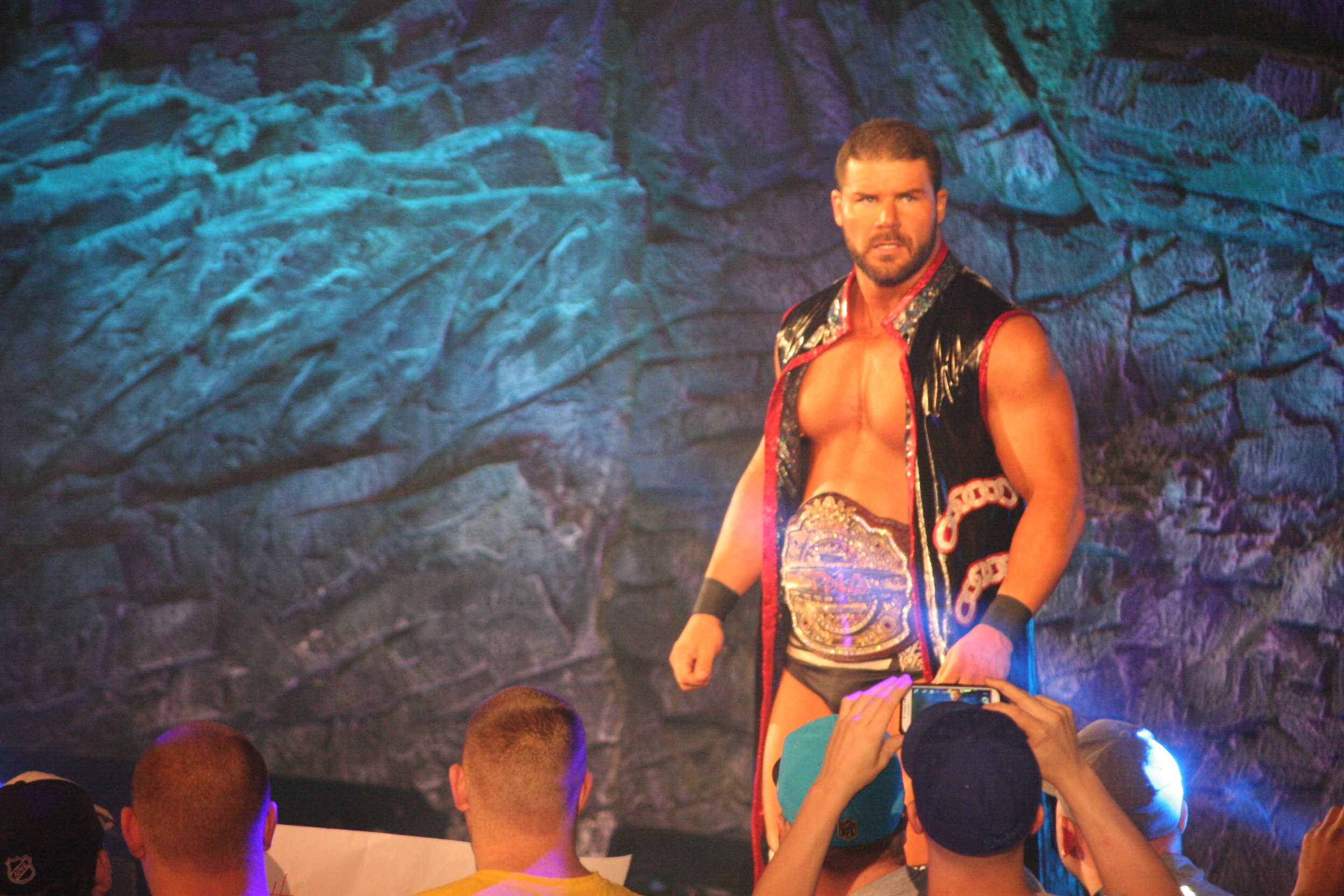
Roode w październiku 2015

1 maja w odcinku Impactu! Roode zmierzył się z Erikiem Youngiem w walce o tytuł TNA World Heavyweight Championship, lecz nie zdołał pokonać mistrza. Tydzień później przekonał Younga, by ponownie postawił pas na szali i uścisnął mu rękę w geście szacunku. Do walki nie doszło, ponieważ TNA Director of Operations MVP nie zgodził się na zatwierdzenie pojedynku. Zamiast tego, MVP zaatakował Younga pod koniec odcinka i ogłosił samego siebie nowym pretendentem do tytułu mistrzowskiego. 13 maja Roode został zawieszony na czas nieokreślony za konfrontację z MVP. Powrócił 19 czerwca, atakując Kenny’ego Kinga i broniąc Erika Younga przed atakiem ze strony nowego posiadacza TNA World Heavyweight Championship – Lashleya. 3 września pokonał Younga w walce o miano pretendenckie do tytułu TNA World Heavyweight Championship. Z Lashleyem zmierzył się na No Surrender (17 września); walkę przegrał. 15 października wygrał czteroosobowe starcie, na szali którego stała kolejna szansa walki z mistrzem. 28 października, w walce wieczoru Impact Wrestling, Roode pokonał Lashleya, zdobywając TNA World Heavyweight Championship po raz drugi w karierze. Tydzień później obronił tytuł mistrzowski w walce z MVP. 7 stycznia 2015 Roode utracił tytuł mistrzowski na rzecz Lashleya; w pojedynek interweniowali MVP, Kenny King, Samoa Joe, Low Ki oraz Eric Young, który ostatecznie uderzył Roode’a krzesełkiem, co z kolei pozwoliło pretendentowi wygrać starcie. 16 stycznia Roode przegrał No Disqualification match przeciwko Youngowi. Tydzień później połączył siły z Kurtem Angle’em w przegranym starciu drużynowym z Youngiem i Low Kim. Jednakże Roode zdołał pokonać rywala w Six Sides of Steel matchu na Lockdown (6 lutego) oraz w Last Man Standing matchu w odcinku Impactu!, 13 marca 2015. Rywalizacja zakończyła się wygranym przez Younga Submission matchem w odcinku Impactu! z 3 kwietnia.
W maju 2015 Roode ponownie połączył siły z Austinem Ariesem, reaktywując Dirty Heels. Wzięli udział w Best of Five Series z mistrzami drużynowymi The Wolves (Davey Richards i Eddie Edwards). Pierwsze dwie walki wygrali The Wolves, w trzeciej jednak nieczysto zwyciężyli Roode i Aries; wygrali też Full Metal Mayhem match będący czwartym starciem serii. Na Slammiversary (28 czerwca) Roode pomógł swojemu partnerowi pokonać Richardsa. Tej samej nocy wziął udział w King of the Mountain matchu o reaktywowany tytuł TNA King of the Mountain Championship, lecz nie zdołał go wygrać. 1 lipca Roode i Aries ulegli w Iron Man matchu z The Wolves, ostatecznie przegrywając Best of Five Series. 5 sierpnia Aries przegrał walkę z Rockstar Spudem, na szali której stała jego kariera w TNA. Aries odszedł z federacji, a tydzień później wściekły Roode skonfrontował się ze Spudem i zaatakował go.

#### Reaktywacja Beer Money, Inc. i odejście z federacji (2015–2016)
2 września 2015 Roode pokonał PJ’a Blacka w walce o tytuł TNA King of the Mountain Championship. Na październikowym Bound for Glory (4 października) Roode obronił mistrzostwo w pojedynku z Lashleyem, a po walce uścisnął mu rękę w geście szacunku. Na przełomie października i listopada Roode uczestniczył w TNA World Title Series; fazę grupową zakończył na pierwszym miejscu w swojej grupie, na równi z Erikiem Youngiem. Jego udział w turnieju zakończył się przegraną walką z Mattem Hardym w 1/16 finału.
5 stycznia 2016 powracający do TNA James Storm pomógł Roode’owi wygrać bójkę z Erikiem Youngiem i Bramem, reaktywując Beer Money, Inc. Tydzień później Roode utracił tytuł TNA King of the Mountain Championship na rzecz Erika Younga. 26 stycznia James Storm wygrał walizkę Feast or Fired, upoważniającą Beer Money do walki o mistrzostwo drużynowo w dowolnej chwili. Na One Night Only:Live! (8 stycznia) Beer Money pokonało Younga i Brama w walce drużynowej, zaś na Lockdown (23 lutego) wygrało rewanżowy Six Sides of Steel match. 9 lutego Roode i Storm próbowali wykorzystać swoją szansę walki o tytuł TNA World Tag Team Championship, lecz zostali zatrzymani przez grupę Decay (Abyss, Crazzy Steve i Rosemary). Decay zaproponowało Stormowi i Roode’owi dołączenie do ugrupowania, ci natomiast odmówili i wyzwali Decay na walkę drużynową. Starcie zakończyło się wygraną Beer Money przez dyskwalifikację spowodowaną atakiem Abyssa na sędziego. 8 marca Beer Money wykorzystało walizkę Feast or Fired i pokonało The Wolves w starciu o tytuł TNA World Tag Team Championship. 22 marca Roode i Storm obronili tytuły w walce z The BroMans, zaś 12 kwietnia pokonali Decay, The BroMans oraz Erika Younga i Brama. Punktem kulminacyjnym rywalizacji z Decay był Valley of Shadow match o mistrzostwo drużynowe na gali Sacrifice (26 kwietnia), w wyniku którego Decay odebrało tytuł mistrzowski Roode’owi i Stormowi. 19 marca 2016 TNA ogłosiło odejście Bobby’ego Roode’a z federacji.

### House of Hardcore i Global Force Wrestling (2014–2016)

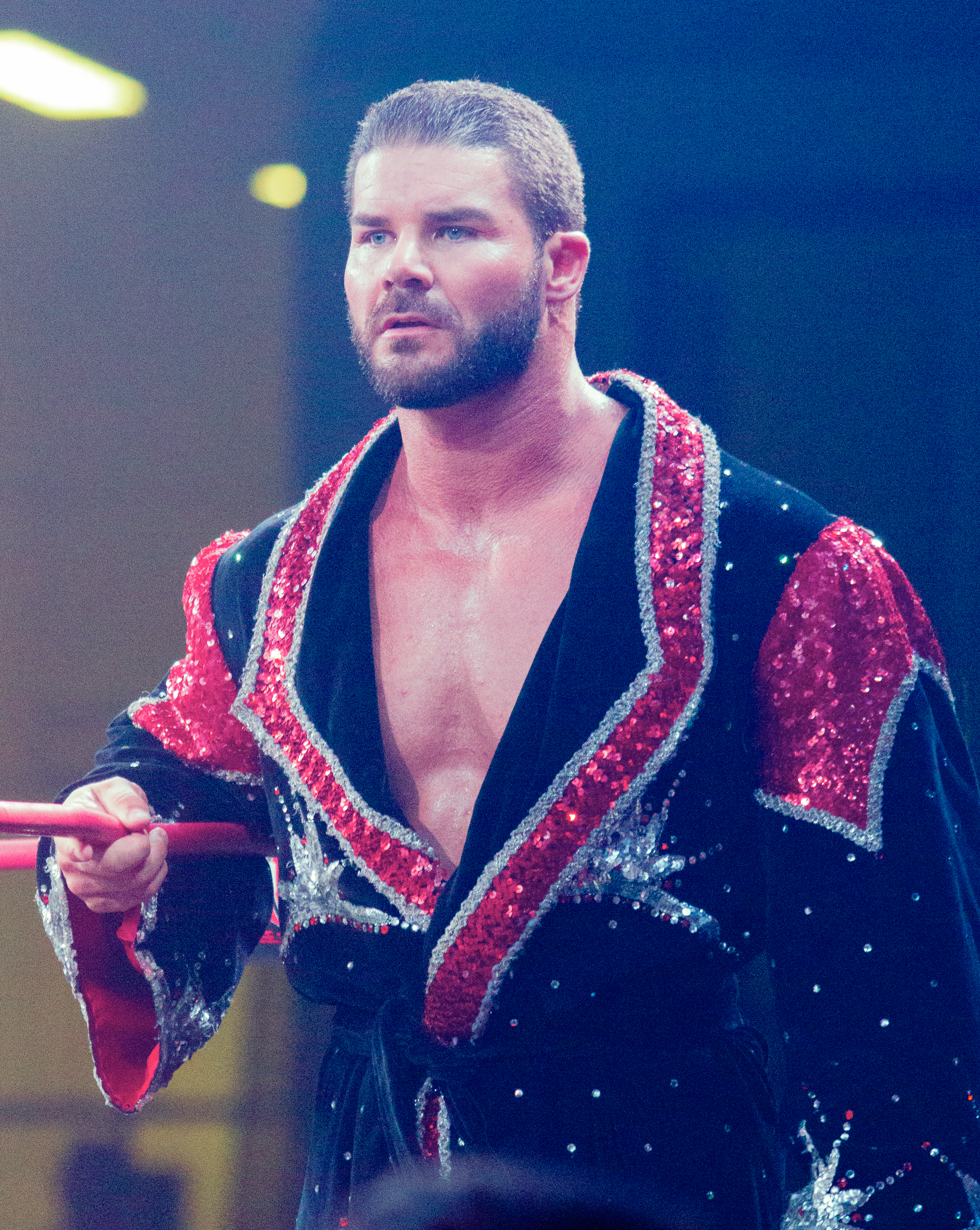
Bobby Roode na gali House of Hardcore 9

Roode zadebiutował w federacji House of Hardcore (HOH) 15 listopada 2014. Obronił wówczas tytuł TNA World Heavyweight Championship w walce z założycielem federacji – Tommym Dreamerem. 7 marca 2015, na House of Hardcore VIII, Dirty Heels (Roode i Austin Aries) przegrali starcie drużynowe z The Young Bucks (Mattem i Nickiem Jacksonami). W 2015 Roode uczestniczył w turnieju o Global Championship federacji Global Force Wrestling; przegrał walkę finałową przeciwko Nickowi Aldisowi. Na House of Hardcore IX pokonał Peppera Parksa, zaś na następnej gali przegrał pojedynek z Ariesem. Na grudniowym House of Hardcore 11 Dirty Heels nie zdołali pokonać The Wolves w walce o tytuł TNA World Tag Team Championship. 7 maja 2016 na czternastej gali HOH Roode pokonał Erika Younga.

### Powrót do WWE

#### NXT (2016–2017)
1 kwietnia 2016 Roode obecny był na widowni podczas NXT TakeOver: Dallas – gali WWE NXT. Na następnym TakeOver w czerwcu przedstawiono Roode’a wchodzącego do gabinetu Generalnego Managera NXT Williama Regala. Pierwszą walkę w ringu NXT Roode stoczył 11 czerwca podczas tournée po Wielkiej Brytanii; pokonał Angelo Dawkinsa. 10 sierpnia ogłosił, że na NXT TakeOver: Brooklyn II zmierzy się z Andrade Almasem; ostatecznie wyszedł z walki zwycięsko. Przed rozpoczęciem Dusty Rhodes Tag Team Classic poprosił Tye’a Dillingera o połączenie sił i wspólne dołączenie do turnieju. Ten, choć niechętnie, zgodził się zostać partnerem Roode’a. Podczas ich pierwszej wspólnej walki, przeciwko członkom SAnitY, Roode pozostawił Dillingera samego w ringu, skazując go na przegraną. Doprowadziło to do wygranego przez Roode’a pojedynku z Dillingerem na NXT TakeOver: Toronto (2016). 21 grudnia pokonał Andrade Almasa, Rodericka Stronga oraz Tye’a Dillingera w walce o miano pretendenckie do NXT Championship. 28 stycznia 2016 na gali NXT TakeOver: San Antonio, Roode pokonał posiadacza NXT Championship Shinsuke Nakamurę, zdobywając tytuł mistrzowski. Na kwietniowej gali NXT TakeOver: Orlando obronił tytuł w rewanżu kończącym rywalizację z Nakamurą.
19 kwietnia został zaatakowany przez Hideo Itamiego. Zawalczył przeciwko niemu na gali NXT TakeOver: Chicago i pokonał go, broniąc tytuł mistrzowski. Wkrótce rozpoczął rywalizację z Roderickiem Strongiem, naśmiewając się z niego, gdy ten wyraził chęć zdobycia mistrzostwa NXT. Roode pokonał rywala podczas odcinka NXT z 5 lipca. Dwa tygodnie później Drew McIntyre zdobył miano pretendenckie to mistrzostwa Roode’a. 16 sierpnia mistrz zaatakował Stronga i nowego pretendenta. 19 sierpnia, na NXT TakeOver: Brooklyn III, Roode utracił NXT Championship na rzecz McIntyre'a; jego panowanie trwało 203 dni. Ostatnią walkę dla brandu rozwojowego stoczył podczas odcinka NXT z 30 sierpnia; został pokonany przez Rodericka Stronga.

#### Posiadacz United States Championship (2017–2018)
22 sierpnia 2017 Roode zadebiutował w głównym rosterze WWE jako face, pokonał Aidena Englisha w walce podczas odcinka SmackDown Live. W następnym tygodniu wygrał pojedynek z Mikiem Kanellisem. 26 września Roode skonfrontował się z Dolphem Zigglerem i wyzwał go do walki na gali Hell in a Cell; Ziggler przyjął wyzwanie i podczas gali został pokonany przez Roode’a, po walce jednak zaatakował przeciwnika z zaskoczenia. Ziggler domagał się rewanżu i ostatecznie doszło do kolejnego starcia, które nieczysto wygrał Ziggler. 23 października Roode wziął udział w inwazji na roster Raw, łącząc siły z Zigglerem oraz innymi gwiazdami brandu SmackDown. Dwa tygodnie później, podczas SmackDown, Roode zmierzył się z Zigglerem w kończącym rywalizację 2-out-of-3 Falls matchu. Wygraną zapewnił sobie też miejsce w męskiej reprezentacji SmackDown, mającej zmierzyć się z drużyną Raw podczas gali Survivor Series. Roode został wyeliminowany z walki przez Brauna Strowmana, a jego drużyna ostatecznie przegrała starcie. 21 listopada Roode odrzucił propozycję współpracy z Kevinem Owensem i Samim Zaynem; tego samego wieczoru wziął udział w bijatyce między zawodnikami SmackDown, sam został zaatakowany przez posiadacza WWE United States Championship barona Corbina. Podczas eventu Starrcade Roode pokonał Dolpha Zigglera w walce z enforcerem specjalnym Arnem Andersonem. Podczas kolejnego epizodu SmackDown wyzwał Barona Corbina na pojedynek o tytuł mistrzowski. Corbin nie zgodził się na walkę, lecz ostatecznie WWE ogłosiło, że na Clash of Champions mistrz zmierzy się z Roode’em i Dolphem Zigglerem w Triple Threat matchu. Walkę na gali, a tym samym mistrzostwo, wygrał Ziggler.
Po tym, jak Ziggler zrzekł się United States Championship, Roode dołączył do turnieju o tytuł mistrzowski. W pierwszej rundzie turnieju pokonał Barona Corbina. 16 stycznia pokonał Mojo Rawleya, przechodząc do finału. Po zakończeniu walki skonfrontował się z drugim z finalistów – Jinderem Mahalem. Sprzeczka między zawodnikami doprowadziła do ogłoszenia, że walka finałowa odbędzie się jeszcze tej samej nocy. Roode zdołał pokonać Mahala, zdobywając WWE United States Championship po raz pierwszy w karierze. Jego panowanie mistrzowskie trwało 54 dni. W tym czasie pokonał Mojo Rawleya podczas gali Royal Rumble (28 stycznia) i Ruseva podczas odcinka SmackDown z 6 lutego, po czym utracił tytuł mistrzowski na rzecz Randy’ego Ortona na Fastlane (11 marca). Roode starał się odzyskać United State Championship na WrestleManii 34 (8 kwietnia) w Fatal Four Way matchu przeciwko Ortonowi, Mahalowi i Rusevowi, jednak to Mahal wyszedł zwycięsko z pojedynku. W pierwszym kwartale 2018 wziął udział, wspólnie z Charlotte Flair, w turnieju WWE Mixed Match Challenge. Para dotarła do finału, rozegranego na początku kwietnia, gdzie ulegli The Mizowi i Asuce.

#### Współpraca z Chadem Gable’em (2018–2019)
16 kwietnia Roode został przeniesiony do brandu Raw w ramach Superstar Shake-up. Na Raw zadebiutował w charakterze niespodziewanego członka w dziesięcioosobowym meczu drużynowym, w którym połączył siły z Bobbym Lashleyem, Braunem Strowmanem, Finnem Bálorem i Sethem Rollinsem, gdy zmierzyli się z The Mizem, Bo Dallasem, Curtisem Axelem, Kevinem Owensem i Samim Zaynem. Na gali Greatest Royal Rumble Roode wystąpił w swoim pierwszym Royal Rumble matchu. Po niecałych osiemnastu minutach został wyeliminowany przez Barona Corbina. W odcinku Raw z 14 maja pokonał Barona Corbina i No Way Jose, kwalifikując się do Money in the Bank Ladder matchu na gali Money in the Bank (17 czerwca); pojedynek wygrał Braun Strowman.
Roode rozpoczął współpracę z Chadem Gable’em 3 września po zwycięstwie nad The Ascension (Konnor i Viktor). Po wielotygodniowej rywalizacji Roode i Gable pokonali 10 grudnia The Authors of Pain (Akam i Rezar) i ich menedżera, Drake’a Mavericka, w 3-on-2 Handicap matchu, zostając nowymi posiadaczami tytułu WWE Raw Tag Team Championship. Na gali TLC: Tables, Ladders & Chairs (16 grudnia), wspólnie z Balorem, Apollo Crewsem, Kurtem Angle’em, pomogli Braunowi Strowmanowi pokonać Barona Corbina w Tables, Ladders and Chairs matchu. W kolejnych tygodniach toczyli walki z The Revival (Dash Wilder i Scott Dawson). W odcinku Raw z 11 lutego 2019 Roode i Gable przegrali starcie z rywalami, tracąc tytuły mistrzowskie. Trzy tygodnie później zaingerowali w mecz The Revival z Aleisterem Blackiem i Ricochetem i zaatakowali oba zespoły. Na Fastlane (10 marca) rywalizowali z The Revival oraz Blackiem i Ricochetem w Three Way Tag Team matchu o tytuł WWE Raw Tag Team Championship, ale musieli uznać wyższość pierwszych z wymienionych rywali. Na WrestleManii 35 (7 kwietnia) Roode walczył bez sukcesu w André the Giant Memorial Battle Royalu.
W odcinku Raw z 8 kwietnia Roode i Gable przeszli heel turn po ataku na Aleistera Blacka i Ricocheta, z którymi przegrali chwilę wcześniej Tag Team match. Osiem dni później Gable został przypisany do brandu SmackDown podczas Superstar Shake-up 2019. Oznaczało to rozbicie drużyny Roode’a i Gable’a. 22 kwietnia Kanadyjczyk przedstawił nowy wygląd i nadał sobie pseudonim Robert Roode. Miesiąc później, 20 maja, zdobył tytuł WWE 24/7 Championship, pokonując Titusa O’Neila. Tego samego dnia stracił tytuł na rzecz R-Trutha. Na gali Super ShowDown (7 czerwca) Roode uczestniczył w 50-osobowym Battle Royalu.

#### Współpraca z Dolphem Zigglerem (od 2019)
26 sierpnia Roode i Dolph Ziggler połączyli siły i wygrali Tag Team Turmoil match. Dzięki temu zwycięstwu zmierzyli się z Sethem Rollinsem i Braunem Strowmanem na Clash of Champions (15 września), odnosząc zwycięstwo i zdobywając tytuł WWE Raw Tag Team Championship. Utracili pasy mistrzowskie 29 dni później po porażce z The Viking Raiders (Erik i Ivar). Tego samego wieczoru obaj zawodnicy zostali przeniesieni na SmackDown na podstawie draftu. Na Survivor Series (24 listopada) Roode i Ziggler wygrali dziesięciodrużynowy Interbrand Tag Team Battle Royal.
W następnych tygodniach Roode i Ziggler pomagali Kingowi Corbinowi w jego rywalizacji z Romanem Reignsem. 10 grudnia Roode został ukarany 30-dniowym zakazem występów w wyniku przekroczenia zasad Wellness Policy federacji. Powrócił w odcinku SmackDown z 10 stycznia 2020, kiedy to pomógł Zigglerowi i Corbinowi pokonać Reignsa i The Usos. Kanadyjczyk wystąpił w Royal Rumble matchu na gali Royal Rumble (26 stycznia) z numerem 4, ale został wyeliminowany przez Brocka Lesnara. Na Elimination Chamber (8 marca) Roode i Ziggler wzięli udział w Elimination Chamber matchu, na którego szali znalazł się tytuł WWE SmackDown Tag Team Championship; mistrzowie, The Miz i John Morrison, obronili tytuły mistrzowskie. W kolejnych miesiącach Roode nie pojawił się w programie telewizyjnym z powodu problemów z podróżowaniem związanych z pandemią COVID-19. W odcinku Raw z 22 czerwca federacja poinformowała, że obaj zawodnicy stali się częścią tego brandu.
Roode powrócił na Raw 28 września, odpowiadając na otwarte wyzwanie Drew McIntyre’a o tytuł WWE Championship, jednak przegrał pojedynek. W wyniku draftu, zorganizowanego w październiku, Roode i Ziggler powrócili na SmackDown. Na Survivor Series (22 listopada) Kanadyjczyk uczestniczył 18-osobowym Dual Brand Battle Royalu, wygranym przez The Miza.
W odcinku SmackDown z 8 stycznia 2021 Roode i Ziggler zwyciężyli The Street Profits (Angelo Dawkins i Montez Ford), zdobywając tytuł WWE SmackDown Tag Team Championship. W specjalnym odcinku SmackDown przed WrestleManią 37, wyemitowanym 9 kwietnia, nowi mistrzowie obronili tytuły mistrzowskie przeciwko Alpha Academy (Chad Gable i Otis), The Mysterios (Dominik Mysterio i Rey Mysterio) i The Street Profits w Fatal Four Way Tag Team matchu. Tydzień później Roode i Ziggler ponownie triumfowali nad Dawkinsem i Fordem. Ich panowanie mistrzowskie zakończyło się po 128 dniach na WrestleManii Backlash (16 maja), gdzie ulegli The Mysterios.
W trakcie draftu z 2021 Roode i Ziggler zostali przeniesieni do brandu Raw. Zdobywszy miano pretendentów do walki o tytuł WWE Raw Tag Team Championship, 25 października ponieśli porażkę z RK-Bro (Randy Orton i Riddle).

## Życie prywatne
Roode i jego żona Tracy (także wrestlerka) są rodzicami trzech synów: Roberta III, Rileya i Nicolasa.

## Mistrzostwa i osiągnięcia
- All–Canadian Pro Wrestling

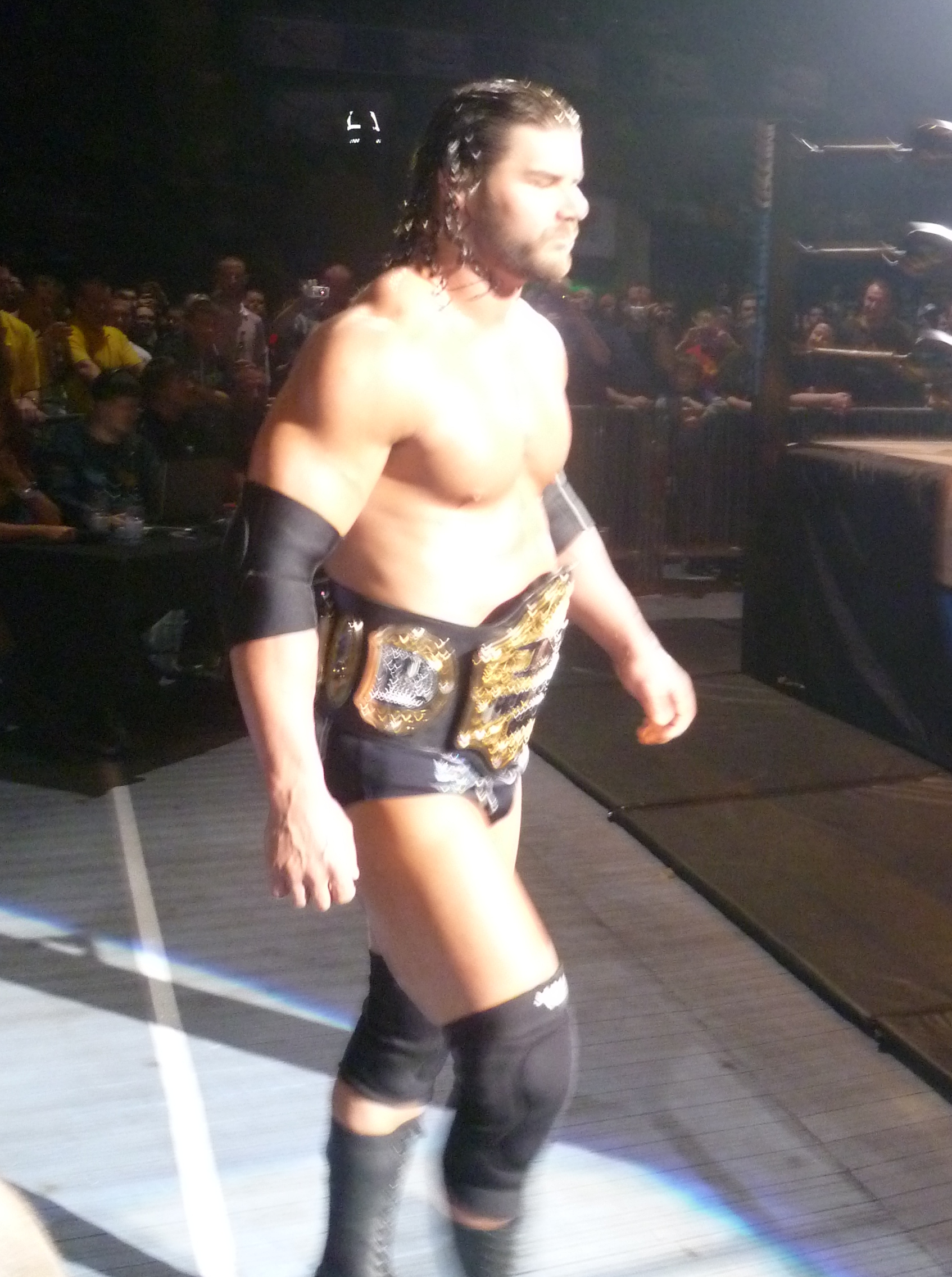
Roode jest dwukrotnym i najdłużej panującym mistrzem TNA World Heavyweight w historii

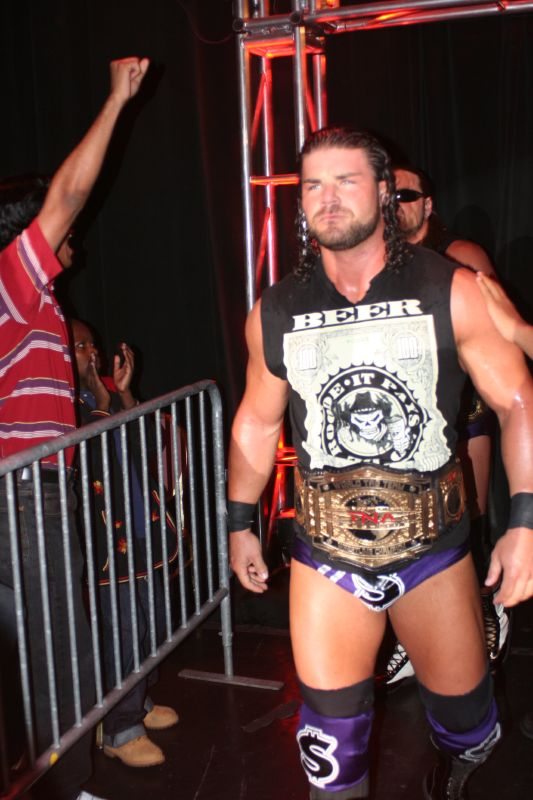
Roode jako posiadacz TNA World Tag Team Championship

  - ACPW Heavyweight Championship (1 raz)[3]
- Atlantic Coast Wrestling
  - ACW International Heavyweight Championship (1 raz)[3]
- Border City Wrestling
  - BCW Can-Am Heavyweight Championship (1 raz)[235]
  - BCW Can-Am Tag Team Championship (1 raz) – z Peteyem Williamsem[236]
- Maritime Wrestling
  - Maritime Cup (2003)[1]
- NWA Shockwave
  - NWA Cyberspace Heavyweight Championship (1 raz)[236]
  - NWA Shockwave Internet Championship (1 raz)[236]
- Prime Time Wrestling
  - PTW Heavyweight Championship (2 razy)[236]
- Pro Wrestling Illustrated
  - Tag Team of the Year (2008, 2011) – z Jamesem Stormem[237]
  - 2. miejsce w rankingu PWI 500 w 2012[238]
- Real Action Wrestling
  - RAW Heavyweight Championship (4 razy)[239]
- Total Nonstop Action Wrestling
  - NWA World Tag Team Championship (2 razy) – z Erikiem Youngiem[236]
  - TNA King of the Mountain Championship (1 raz)[236]
  - TNA World Heavyweight Championship (2 razy)[236]
  - TNA World Tag Team Championship (6 razy) – z Jamesem Stormem (5) i Austinem Ariesem (1)[236]
  - Bound for Glory Series (2011)[1]
  - Team 3D Invitational Tag Team Tournament (2009) – z Jamesem Stormem[1]
  - TNA Tag Team Championship Series (2010) – z Jamesem Stormem[1]
  - TNA Tournament of Champions (2013)[1]
- Universal Wrestling Alliance
  - UWA Heavyweight Championship (2 razy)[239]
- Wrestling Observer Newsletter
  - Worst Worked Match of the Year (2006) TNA Reverse Battle Royal na TNA Impact![240]
- WWE
  - NXT Championship (1 raz)[236]
  - WWE United States Championship (1 raz)[194]
  - WWE 24/7 Championship (1 raz)[236]
  - WWE SmackDown Tag Team Championship (1 raz) – z Dolphem Zigglerem[236]
  - WWE Raw Tag Team Championship (2 razy) – z Chadem Gable’em (1) i Dolphem Zigglerem (1)[236]
  - WWE United States Championship Tournament (2017–2018)